# SBD Entertainment
SBD Entertainment (韓語：샛별당엔터테인먼트)，是一家韩国艺人经纪公司，由韩国大型经纪公司SidusHQ的前经纪人李翰林成立于2014年7月。

## 旗下艺人

### 男演员
- 李贤俊 (韓語：이현준)（2024年7月至今）[2]

### 女演员
- 吴嘉彬 (韓語：오가빈)
- 赵恩亨（2016年5月至今）[3]

## 过往艺人
- 金在河 (韓語：김재하)
- 金惠仁（2019年11月—2023年）
- 高媛熙（2012年—2019年2月）[4]
- 文善勇
- 朴根祿（2020年12月—2023年）
- 裴斗娜（2014年—2020年8月）[5]
- 裴济基
- 孙锡久（—2023年8月）[6]
- 呂敏珠（2017年3月—2023年）
- 吳敏愛（-2024年3月）
- 李承哲
- 李英雅（2013年1月-2014年10月）[7]
- 李崔贤 (韓語：이최현)（-2024年）
- 李惠俊 (韓語：이혜준)
- 刘惠媛（韓語：유혜원）（2018年7月—2020年）[8]
- 张瑞希（2017年11月—2019年3月）[9]
- 郑智勋 (韓語：정지훈) (—2021年）
- 曹成俊 (韓語：조성준)
- 崔善宇 (韓語：최선우)（-2024年）
- 刘宰明（—2019年）[10]
- 全锡浩（—2019年）[10]
- 太仁镐（—2019年）[10]
- 韓可露（2022年6月-2024年）
- 许栋元（—2019年）[11]
- 安昌焕[11]
- 赵贤植[11]
- 杨智洙（2016年3月—）
- 崔廣濟（2017年3月—2019年）[11]
- 李雅贤[11]
- 金艺恩（2016年7月-）
- 郭镇锡[11]
- 河孝勋[11]
- 赵河硕[11]
- 崔基旭 (韓語：최기욱)（2020年10月—2022年）
- 芮智媛（2016年9月—）
- 郑哲东
- 朴尚俊
- 金正山
- 朴娜琳 (韓語：박나린)（2015年2月-）
- 金惠华（2016年4月-）
- 康多恩 (韓語：강다은)（2017年2月—）
- 吕敏珠（2017年3月-）
- 韩智贤（2017年2月-2025年）[12]
- 金允书（2022年10月-2024年）[13]
- 李宝英 (韓語：이보영)（2024年7月-）[14]

## 外部连结
- 官方网站
- SBD Entertainment NAVER BLOG （页面存档备份，存于） 
- SBD Entertainment的Facebook專頁
- SBD Entertainment的Instagram帳戶